# 横瀬文彦

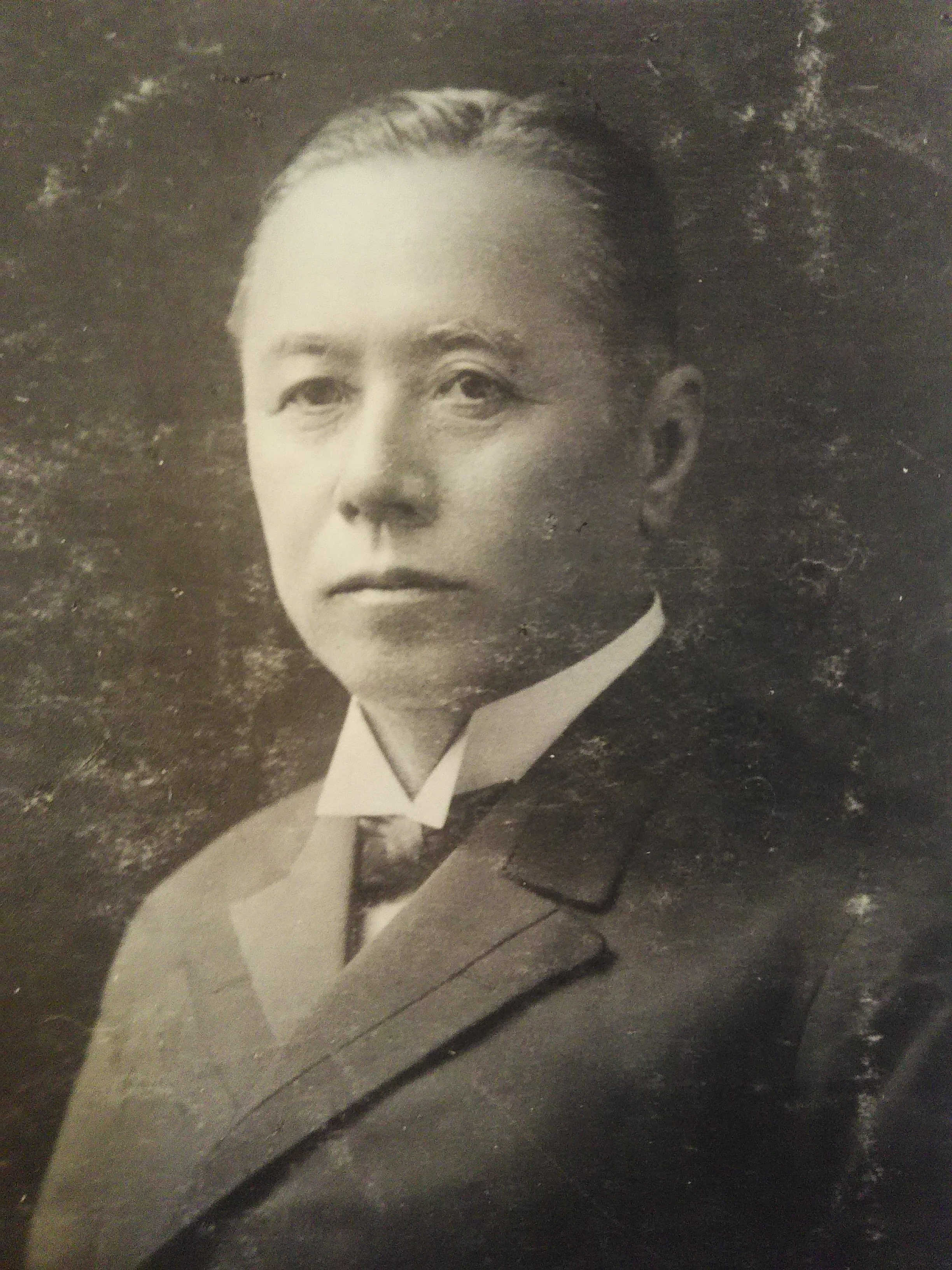

横瀬 文彦（よこせ ふみひこ、弘化4年6月14日（1847年7月25日） - 明治44年（1911年）6月15日）は、明治時代の大学中助教、名古屋藩立洋学校英語教師、翻訳者、新聞編集者・論説員、兵庫県御用掛、神戸師範学校長、大蔵省参事官、古社寺保存会委員。前名は向坂 盛之助（さきさか もりのすけ）。実父は徳川家御家人で御賄方であった寺嶋静一郎。養父は同家御家人で小普請組の向坂曻太郎（実兄）。 

## 著作
- 「征台始末ニ付建言」（国立公文書館所蔵 「上書建白書・諸建白書（十一）・明治七年十一月〜明治七年十二月」）
  - 牧原憲夫編 『明治建白書集成 第四巻 明治七年十月〜明治八年十月』 筑摩書房、1988年8月、ISBN 4480354042

訳書
- 『西洋 養生論』阿部弘国共訳、東生亀次郎、1873年7月上篇・下篇
  - 田中ちた子、田中初夫編 『家政学文献集成 続編 明治期VII』 渡辺書店、1970年8月
  - 吉原瑛編・解説 『近代体育文献集成 第25巻 保健・衛生2』 日本図書センター、1983年2月
- 『日耳曼史略』 文部省、1876年2月巻九・巻十
巻八までは後藤達三が訳出。
- 『百科全書 英国制度国資』 文部省、1878年10月
  - 『百科全書 第十三冊』 文部省、1879年3月 ／ 有隣堂、1883年12月
  - 『百科全書 中巻』 丸善商社出版、1884年5月 ／ ゆまに書房、1985年2月
  - 『文部省百科全書 14』 青史社、1985年12月

ウィリアム・チェンバース、ロバート・チェンバース編 Chambers's Information for the People 中の "Constitution and Resources of the British Empire" の翻訳。
- 『英京 倫敦新誌 第一編』 奎章閣、1880年11月

## 関連文献
- 「進學社」（東京都立教育研究所編 『東京教育史資料大系 第一巻』 東京都立教育研究所、1971年3月）
- 「横瀬文彦」（大蔵省百年史編集室編 『大蔵省人名録 : 明治・大正・昭和』 大蔵財務協会、1973年3月）
- 吉原瑛「保健・衛生編解説」（大場一義、吉原瑛編・解説 『近代体育文献集成 第二期別冊』 日本図書センター、1983年2月）
- 「横瀬文彦」（宮武外骨、西田長寿 『明治新聞雑誌関係者略伝』 みすず書房〈明治大正言論資料〉、1985年11月、ISBN 4622009501）